# باغ کیفی
باغ کیفی یکی از باغ‌های تاریخی استان فارس واقع در شهر شیراز بوده‌است که در دوران قاجار  بنا شده‌است.
این باغ که هم‌اکنون ویران شده‌است در غرب شیراز قدیم و در کنار باغ خلیلی قرار داشته‌است.